# یاسومیچی اوچیما
یاسومیچی اوچیما (انگلیسی: Yasumichi Uchima؛ زادهٔ ۱۰ سپتامبر ۱۹۸۴) بازیکن فوتبال اهل ژاپن است.
از باشگاه‌هایی که در آن بازی کرده‌است می‌توان به باشگاه فوتبال ساگان توسو اشاره کرد.